# Stazione di Zeme
Stazione di Zeme 2003-ban bezárt vasútállomás Olaszországban, Lombardia régióban, Zeme településen.

## Vasútvonalak
Az állomást az alábbi vasútvonalak érintették:
- Castagnole-Asti-Mortara-vasútvonal

## Kapcsolódó állomások
A vasútállomáshoz az alábbi állomások vannak a legközelebb:
- Stazione di Cozzo